# Nagare-zukuri

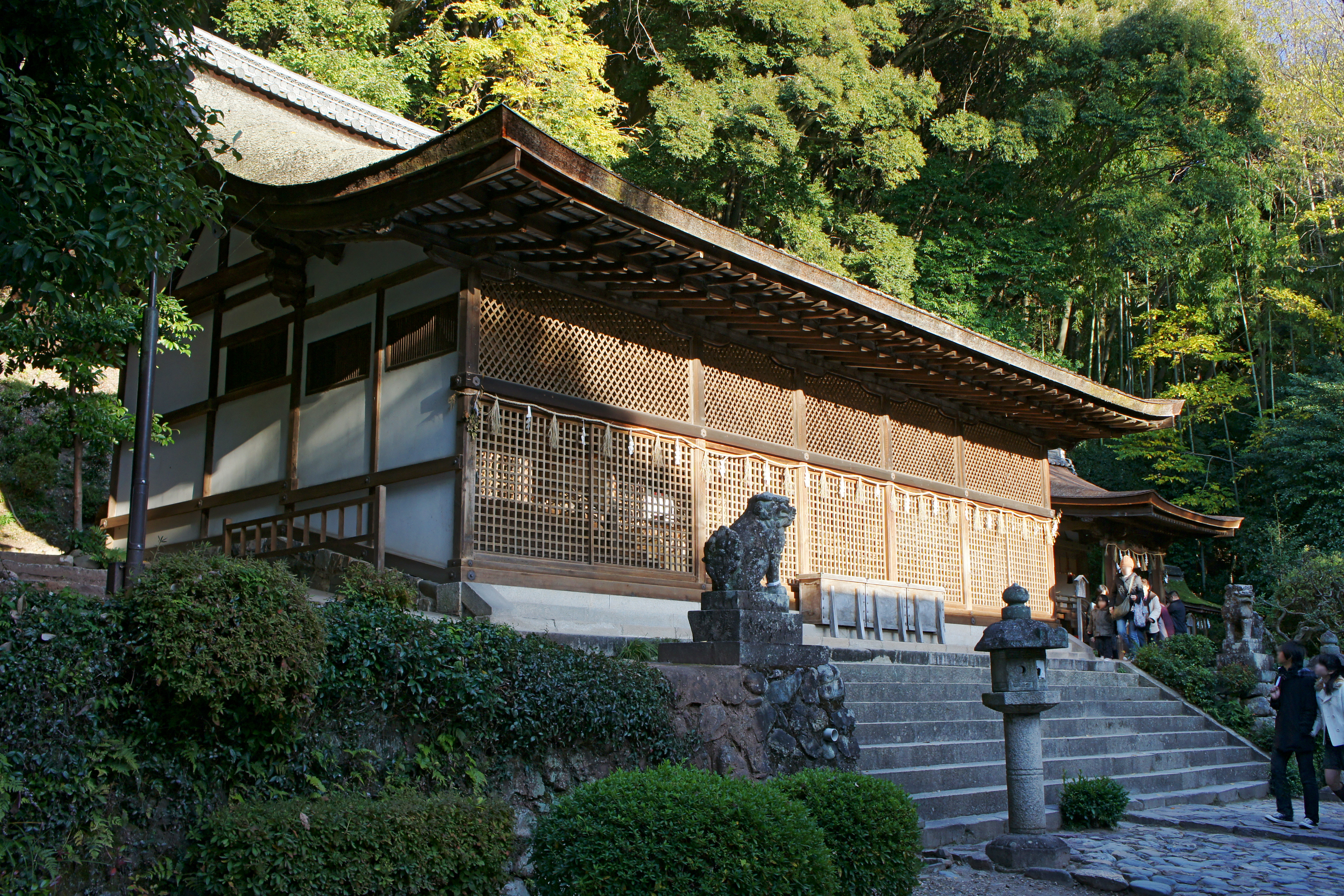
Ujigami-jinja à Uji (préfecture de Kyoto).

Le nagare-zukuri (流造, « style coulant ») ou nagare hafu-zukuri (流破風造, « style pignon coulant ») est un style architectural traditionnel de sanctuaire shinto caractérisé par un toit à pignon (切妻屋根, kirizuma-yane)) très asymétrique faisant saillie vers l'extérieur sur l'un des côtés non-pignon au-dessus de l'entrée principale pour former un portique (voir photo). C'est de cette caractéristique que ce style tient son nom. C'est le style le plus commun parmi les sanctuaires du Japon. Le bâtiment a son entrée principale sur le côté parallèle au faîtage du toit (côté sans pignon), ce qui le fait appartenir au style dit hirairi ou hirairi-zukuri (平入・平入造).

## Conception
Parfois, sa configuration de base consistant en une élévation du noyau (母屋, moya) partiellement entourée d'une véranda appelée hisashi (l'ensemble étant réuni sous le même toit), est modifiée par l'addition d'une salle devant l'entrée. La longueur du faîte d'un toit de honden (bâtiment de sanctuaire) de style nagare-zukuri varie de 1 à 11 ken, mais ne fait jamais 6 ou 8 ken. Les dimensions les plus courantes sont 1 et 3 ken.
Le plus ancien sanctuaire du Japon, Ujigami-jinja à Uji, possède un honden de ce type. Ses dimensions extérieures sont de 5 × 3 ken, mais à l'intérieur il est composé de trois sanctuaires (内殿, naiden) mesurant 1 ken chacun.

## Variations

### Ryōnagare-zukuri
Le ryōnagare-zukuri (両流造, « style à double flux ») est une évolution du nagare-zukuri dans laquelle le toit descend pour former un portique sur les deux côtés sans pignons. C'est le cas par exemple avec les honden de Itsukushima-jinja et de Matsunoo-taisha à Kyoto.

### Kasuga-zukurietnagare-zukuri

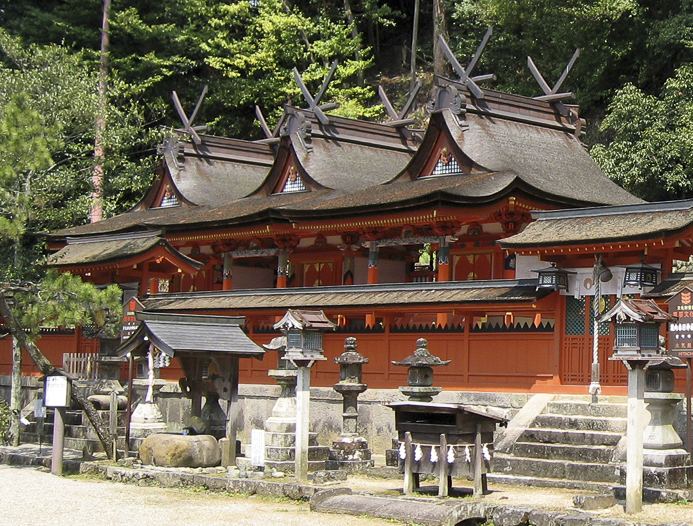
Le honden de Uda Mikumari-jinja Kami-gū est constitué de trois unités kasuga-zukuri réunies.

Bien que superficiellement complètement différent, le style nagare-zukuri partage une origine commune avec le second style le plus populaire au Japon, le kasuga-zukuri.
Ces deux styles ont en commun l'utilisation de piliers établis sur une fondation en forme de croix double et un toit qui s'étend sur l'entrée principale, couvrant ainsi une véranda. Le kasuga-zukuri est le seul style tsumairi à posséder cette caractéristique. La configuration des fondations est typique des sanctuaires temporaires construits pour être régulièrement déplacés. Cela montre que les sanctuaires Kamo-jinja et Kasuga-taisha de style nagare-zukuri étaient dédiés à un culte de la montagne et qu'ils devaient être déplacés pour suivre les mouvements des kamis. 
Les deux styles ont également un commun une véranda devant l'entrée principale, ce qui rend probable qu'ils ont évolué à partir d'un simple toit à deux versants.